# Mexigonus minutus
Mexigonus minutus es una especie de araña saltarina de la familia Salticidae. Se distribuye en México y en Estados Unidos.